# David M. Green
David Marvin Green (* 7. Juni 1932 in Jackson, Michigan; † 14. Juli 2022 in Daytona Beach, Florida) war ein US-amerikanischer Psychologe.
Green galt als Experte auf dem Gebiet der auditiven Wahrnehmung. Er ist bekannt für seine Arbeiten zur Signalentdeckungstheorie und zur ROC-Kurve, die weiten Einfluss auf zahlreiche Wissenschaftsgebiete haben, darunter Akustik, Experimentalpsychologe und Neurowissenschaften.
Green erwarb 1952 an der University of Chicago einen Bachelor, an der University of Michigan 1954 einen Bachelor, 1955 einen Master und 1958 bei Wilson „Spike“ Tanner einen Ph.D. in Psychologie. Er gehörte zum Lehrkörper des Massachusetts Institute of Technology (Assistant Professor, 1958–1963) und der University of Pennsylvania (Associate Professor, 1963–1966), ordentliche Professuren hatte er an der University of California, San Diego (1966–1973), der Harvard University (1973–1985), und der University of Florida (1985–1996) inne.
Green war seit 1953 mit Clara Lofstrom († 1978) verheiratet. Das Paar hatte vier Kinder. In zweiter Ehe war Green seit 1980 mit Marian Heinzmann verheiratet.

## Auszeichnungen (Auswahl)
- 1973 Guggenheim-Stipendium[1]
- 1973 Ehrendoktorate (Master of Arts) der University of Cambridge und der Harvard University
- 1978 Mitglied der National Academy of Sciences[2]
- 1981/82 Präsident der Acoustical Society of America[3]
- 1985 Howard Crosby Warren Medal der Society of Experimental Psychologists[4]
- 1985 Mitglied der American Academy of Arts and Sciences[5]